# بوليط عبيري
بوليط عبيري (الاسم العلمي:Boletus fragrans) هو نوع من الفطريات يتبع جنس البوليط من الفصيلة البوليطية.